# Tiny Sandford
Pour les articles homonymes, voir Sandford.
Stanley J. "Tiny" Sandford (né le 26 février 1894 à Osage, Iowa et mort le 29 octobre 1961 à Los Angeles, Californie) est un acteur américain grand et massif dont on se souvient pour ses rôles dans les films de Laurel et Hardy et Charlie Chaplin. Il était souvent le "méchant" et incarnait des policiers, des portiers, des boxeurs ou des brutes.

## Biographie
Après avoir fait ses premières armes au théâtre il commença à tourner pour le cinéma vers 1910. Il joua dans La Ruée vers l'or avec Charlie Chaplin qui devint un de ses meilleurs amis. On le voit dans Le Cirque (1928) et Les temps modernes (1936) dans lequel il incarne "Big Bill". Parmi ses films avec Laurel and Hardy on compte Œil pour œil (1929), Son Altesse Royale (1929), Prenez garde au lion, (The Chimp) (1932) et C'est donc ton frère (1936). Sandford joua également dans Laurel et Hardy au Far West mais sa séquence ne fut pas retenue au montage final.
Il fit également des apparitions dans des drames tels que The World's Champion (1922) et Le Masque de fer (1929).
Il se retira en 1940, l'année où il tint un très petit rôle dans Le Dictateur de Chaplin.

## Filmographie partielle
- 1916 Charlot et le Comte (The Count) de Charles Chaplin (CM) : Guest (non crédité)
- 1917 L'Émigrant (The Immigrant) de Charles Chaplin (CM) : The Cheater (non crédité)
- 1917 Charlot s'évade (The Adventurer) de Charles Chaplin (CM) : Policeman (non crédité)
- 1925 : Faut qu'ça gaze (California Straight Ahead) de Harry A. Pollard (non crédité)
- 1925 Starvation Blues de Richard Wallace
- 1925 Plain and Fancy Girls de Leo McCarey  (CM) :
- 1925 La Ruée vers l'or (The Gold Rush) de Charles Chaplin : Barman (non crédité)
- 1925 : Perds pas tes Dollars ! (The Perfect Clown) de Fred C. Newmeyer
- 1926 Baby Clothes de Robert F. McGowan (CM) : House detective
- 1926 Shivering Spooks de Robert F. McGowan (CM) : Detective
- 1926 Crazy Like a Fox de Leo McCarey (CM) : Conductor (non crédité)
- 1926 Should Husbands Pay? de F. Richard Jones et Stan Laurel (CM) : The lady's husband
- 1926 The Cruise of the Jasper B de James W. Horne : Big Mover (non crédité)
- 1926 Scandale à Hollywood (45 minutes from Hollywood) de Fred Guiol (CM) : Train Conductor (non crédité)
- 1927 Love My Dog de Robert F. McGowan (CM) : P. Fulton, attorney at law
- 1927 Princesse sans amour (Paid to Love) de Howard Hawks : Bartender (non crédité)
- 1927 The Sting of Stings de James Parrott (CM) : Big Man
- 1927 À bord du Miramar (Sailors Beware!) de Fred Guiol (CM) : Man in robe (non crédité)
- 1927 Les Forçats du pinceau (The Second Hundred Years) de Fred Guiol (CM) : Guard
- 1927 Vacances de M. Davidson (Flaming Fathers) de Stan Laurel et Leo McCarey (CM) : Policeman at pier
- 1928 Playin' Hookey de Robert A. McGowan (CM) : Mike, studio guard
- 1928 Le Cirque (The Circus) de Charles Chaplin : The Head Property Man (comme Stanley J. Sandford)
- 1928 Laissez-nous rire (Leave 'Em Laughing) de Clyde Bruckman (CM) : Dental Patient (non crédité)
- 1928 Laurel et Hardy à l'âge de pierre (Flying Elephants) de Frank Butler (CM) : Hulking Caveman
- 1928 The Family Group de Fred Guiol et Leo McCarey (CM) :
- 1928 À la soupe (From Soup to Nuts) de Edgar Kennedy (CM) : Mr. Culpepper
- 1928 La Minute de vérité (Their Purple Moment) de James Parrott (CM) : Waiter (comme S.J. Sandford)
- 1928 Should Women Drive? de Leo McCarey (CM) :
- 1929 Le Masque de fer (The Iron Mask) de Allan Dwan : Porthos (comme Stanley J. Sandford)
- 1929 Œil pour œil (Big Business) de James W. Horne (CM) : Policier (non crédité)
- 1929 The Far Call de Allan Dwan : Captain Storkerson (comme Stanley J. Sandford)
- 1929 Movie Night de Lewis R. Foster (CM) : Cinema manager
- 1929 Son Altesse Royale (Double Whoopee) de Lewis R. Foster (CM) : Policeman
- 1929 Derrière les barreaux (The Hoose-Gow) de James Parrott (CM) : Warden
- 1929 Purely Circumstantial de Lupino Lane (CM) :
- 1930 Noche de duendes : Policeman (non crédité)
- 1930 Quelle bringue ! (Blotto/Une nuit extravagante/La vida nocturna) de James Parrott  (CM) : Waiter (non crédité)
- 1930 Puttin' on the Ritz de Edward Sloman : Heckler (non crédité)
- 1930 En dessous de zéro (Below Zero) de James Parrott (CM) : Pete (non crédité)
- 1930 Tiembla y titubea de James Parrott (CM) : Pete (non crédité)
- 1930 Fifty Million Husbands de James W. Horne et Edgar Kennedy (CM) : Hillary Sandford (comme Stanley J. Sanford)
- 1930 Buster s'en va-t'en guerre (Doughboys) de Edward Sedgwick : Bit (non crédité)
- 1930 La Maison de la peur (The Laurel-Hardy Murder Case/Spuk um Mitternacht) de James Parrott (CM) : Policeman (non crédité)
- 1931 L'Attaque de la caravane (Fighting Caravans) d'Otto Brower et David Burton : Man at Wagon Train (non crédité)
- 1931 Sous les verrous (Pardon Us/Hinter Schloss und Riegel/Los presidiarios) de James Parrott : Gardien de prison (comme Stanley J. Sanford)
- 1931 Toute la vérité (Come Clean) de James W. Horne (CM) : Doorman (non crédité)
- 1931 Les Deux Légionnaires (Beau Hunks) de James W. Horne (CM) : Legion Officer (non crédité)
- 1932 Seal Skins de Morey Lightfoot et Gilbert Pratt (CM) : Jocko's Keeper (non crédité)
- 1932 Polly of the Circus de Alfred Santell : Churchgoer (non crédité)
- 1932 Spirit of the West d'Otto Brower : Ranch Cook
- 1932 La Belle Nuit (This Is the Night) de Frank Tuttle : Porter (non crédité)
- 1932 The Silver Lining de Alan Crosland : Court Bailiff (non crédité)
- 1932 Prenez garde au lion (The Chimp) de James Parrott (CM) : Destructo (non crédité)
- 1932 The Purchase Price de William A. Wellman : Sam Perkins - Man at Shivaree (non crédité)
- 1932 The Thirteenth Guest d'Albert Ray : Mike, Jailer (non crédité)
- 1933 Fra Diavolo (The Devil's Brother) de Hal Roach et Charley Rogers : Big Woodchopper (non crédité)
- 1933 Un hurlement dans la nuit (A Shriek in the Night) d'Albert Ray : Eddie, Detective (non crédité)
- 1933 Laurel et Hardy policiers (The Midnight Patrol) de Lloyd French (CM) : Policeman (non crédité)
- 1933 Laurel et Hardy menuisiers (Busy Bodies) de Lloyd French (CM) : Shop Foreman (non crédité)
- 1933 La Reine Christine (Queen Christina) de Rouben Mamoulian : Cuisinier à l'auberge (non crédité)
- 1934 I'll Take Vanilla de Eddie Dunn (en) (CM) : Big Cop
- 1934 Another Wild Idea de Charley Chase et Eddie Dunn (en) (CM) : Big Cop (non crédité)
- 1934 Les Jambes au cou (Going Bye-Bye!) de Charley Rogers (CM) : Man in Courtroom (non crédité)
- 1934 You Said a Hatful! (CM) : Train Conductor
- 1934 Un jour une bergère (Babes in Toyland) de Gus Meins et Charley Rogers : Dunker (non crédité)
- 1935 The Timid Young Man de Mack Sennett (CM) : Mortimer (comme Stanley J. Sandford)
- 1936 Les temps Modernes (Modern Times) de Charles Chaplin : Big Bill (comme Stanley Sandford)
- 1936 High Beer Pressure de Leslie Goodwins (CM) : Beer Deliveryman
- 1936 Show Boat de James Whale : Zebe - Backwoodsman (non crédité)
- 1936 C'est donc ton frère (Our Relations) de Harry Lachman : Tony - Grubby Wharf Tough (non crédité)
- 1938 The Devil's Party de Ray McCarey : Doorman (non crédité)
- 1938 A Clean Sweep de Charles E. Roberts (CM) : Janitor
- 1940 Florian d'Edwin L. Marin : Laundry Foreman (non crédité)
- 1940 Le Dictateur (The Great Dictator) : Soldier in 1918 Tomainia (non crédité)
- 1940 Trailer Tragedy de Harry D'Arcy (CM) : Tiny (non crédité)

## Source de la traduction
- (en) Cet article est partiellement ou en totalité issu de l’article de Wikipédia en anglais intitulé « Tiny Sandford » (voir la liste des auteurs).